# Modelo Black-Derman-Toy
En matemáticas financieras, el modelo Black-Derman-Toy (BDT) es un popular modelo de tasa corta utilizado en el precio de opciones de bonos, swaptions y otros derivados de tasas de interés. Es un modelo de un factor; es decir, un único factor estocástico, la tasa corta, determina la evolución futura de todas las tasas de interés. Fue el primer modelo que combinó el comportamiento de reversión a la media de la tasa corta con la distribución lognormal, y todavía se usa ampliamente.

## Historia
El modelo fue presentado por Fischer Black, Emanuel Derman y Bill Toy. Fue desarrollado por primera vez para uso interno por Goldman Sachs en la década de 1980 y fue publicado en el Financial Analysts Journal en 1990. Una cuenta personal del desarrollo del modelo se proporciona en la memoria de Emanuel Derman " My Life as a Quant ".

## Modelo
Bajo el modelo, utilizando un enrejado binomial, uno calibra los parámetros del modelo para ajustar tanto la estructura de plazos actual de las tasas de interés (curva de rendimiento), así como la estructura de volatilidad para los topes de tasas de interés (usualmente como lo hace el modelo Black-76 para cada componente). Usando el retículo calibrado uno puede entonces valorar una variedad de valores sensibles a la tasa de interés más complejos y derivados de tasas de interés.
Aunque inicialmente se desarrolló para un entorno basado en celosía, se ha demostrado que el modelo implica la siguiente ecuación diferencial estocástica continua:
{\displaystyle d\ln(r)=[\theta _{t}+{\frac {\sigma '_{t}}{\sigma _{t}}}\ln(r)]dt+\sigma _{t}\,dW_{t}}
dónde,
{\displaystyle r\,}= la tasa corta instantánea en el tiempo t
{\displaystyle \theta _{t}\,} = valor del activo subyacente al vencimiento de la opción
{\displaystyle \sigma _{t}\,}  = volatilidad instantánea a corto plazo
{\displaystyle W_{t}\,} = un movimiento browniano estándar bajo una medida de probabilidad neutral al riesgo; {\displaystyle dW_{t}\,} su diferencial.
Para una volatilidad de tasa corta constante (independiente del tiempo), {\displaystyle \sigma \,}, el modelo es:
{\displaystyle d\ln(r)=\theta _{t}\,dt+\sigma \,dW_{t}}
Una razón por la que el modelo sigue siendo popular es que los algoritmos "estándar" de búsqueda de raíces, como el método de Newton (el método secante ) o la bisección, se aplican muy fácilmente a la calibración. [7] Relacionado, el modelo fue descrito originalmente en lenguaje algorítmico, y no utilizando cálculo estocástico o martingalas.